# جيورجي كيس (لاعب كرة قدم)
جيورجي كيس (بالمجرية: Kiss György)‏ هو لاعب كرة قدم مجري، ولد في 22 مايو 1975 في نيرغهازا في المجر. لعب مع دوناوجفاروس ونادي تشيسترفيلد ونادي دبرتسني ونادي فاساس ونادي فيرينتسفاروشي.